# Matxalen Ziarsolo
Matxalen Ziarsolo Areitioaurtena (Ermua, 1 de febrero de 1982) es una exjugadora española de balonmano que jugaba de  extremo para el Bera Bera y la Selección Española de balonmano.

## Trayectoria
Jugadora de un solo club, Matxalen se crio en la cantera del Bidebieta y desarrolló toda su carrera en el Balonmano Bera Bera del que terminó siendo la capitana. Llegó al equipo en el año 2000 y estuvo en el momento en que el equipo donostiarra se profesionalizó. Participó en varias competiciones europeas con el conjunto vasco: Champions League, Recopa de Europa y EHF European Cup.
Debutó con la selección española en un amistoso ante China en marzo de 2007 y su última convocatoria fueron los Juegos Mediterráneos de Pescara en 2009.
Fue la capitana de la histórica temporada del 2013 que terminó con el triplete de Liga, Copa y Supercopa.
A los 18 años sufrió una grave lesión de rodilla y, a los 23 tuvo otra lesión similar que la mantuvo algunos meses fuera de los terrenos de juego. Su última lesión la tuvo seis meses lesionada antes de su retirada en 2016,tras 15 temporadas y 14 títulos en su haber, el récord como jugadora con más victorias del Balonmano Bera Bera y la segunda máxima goleadora de su historia con 1425 tantos, tras Tati Garmendia.

## Trofeos y galardones
- 4 x Ligas ABF (2012-13, 2013-14, 2014-15, 2015-16)
- 5 x Copas de la Reina (2006-07, 2008-09, 2012-13, 2013-14, 2015-16)
- 5 x Supercopa de España (2007-08, 2012-13, 2013-14, 2014-15, 2015-16)

### Galardones y reconocimientos individuales
- Premio Sabino Arana por su exitosa trayectoria en el ámbito deportivo (2016)[7]
- Homenaje en las Jornadas Micológicas (2013)[8]

## Vida
Le gusta leer, estar con amigos y caminar, además de gustar echarse una siesta en los días de partido. Es una firme defensora del euskeray tiene estudios en Ciencias Humanas y Empresariales, además de ser Magisterio y un máster en Comercio Internacional.